# 4,6×30
HK 4,6×30 mm je naboj, ki je primarno uporabljen v osebnem obrambnem orožju Heckler & Koch MP7 in pa pištole H&K UCP, ki je bila samo idejna zasnova. Zasnovan je bil kot vmesni naboj z lastnostmi pištolskih nabojev (nizka teža in odsun) in puškovnih nabojev (doseg, prebojnost) in je nastal kot konkurenca naboju FN 5,7x28.
Naboj je lahek in zaradi manjše mase krogle omogoča nižje odsun orožja pri streljanju. Odsun naboja 4,6×30 je približno 2-krat manjši od odsuna standardnega pištolskega naboja 9×19 mm. Zaradi manjšega premera krogle in visoke hitrosti je tudi bolj učinkovit proti običajnim neprebojnim jopičem. Naboj naj bi bil sposoben na razdalji 200 m prebiti oklep CRISAT, sestavljen iz 1,6 mm debele titanove plošče in 20 plasti kevlarja.
Praktični testi so pokazali, da naboj HK 4,6×30 mm v primerjavi z nabojem FN 5,7×28 mm z razdaljo počasneje izgublja energijo, ravno tako pa ohrani več energije pri preboju standardiziranega oklepa CRISAT. Na razdalji 50 m ima naboj 4,6×30 po preboju oklepa 200 J energije, naboj 5,7×28 pa 150 J. Na razdalji 100 m je energija po preboju oklepa 115 J, pri naboju 5,7×28 pa 65 J.
Dodatni testi so pokazali, da je naboj 4,6×30 bolj občutljiv na spremembe okoliške temperature, zaradi večjega delovnega tlaka pa je lahko obraba orožja večja, je pa tudi manj učinkovit proti nasprotnikom brez zaščite. Poleg tega je naboj 5,7×28 konstrukcijsko bližje standardnemu puškovnemu naboju 5,56 NATO in bi ga bilo lažje proizvajati na obstoječih proizvodnih linijah, zato je bilo priporočilo študije bolj v prid slednjemu.
Kljub tem ugotovitvam Nemčija še naprej vztraja pri uporabi naboja 4,6×30 mm, zato nobeden od obeh nabojev še ni bil uradno standardiziran.